# 212692 Lazauskaite
212692 Lazauskaite este un asteroid din centura principală de asteroizi.

## Descriere
212692 Lazauskaite este un asteroid din centura principală de asteroizi. A fost descoperit pe 23 martie 2007 la Moletai de Kazimieras Černis și Justas Zdanavičius. Asteroidul prezintă o orbită caracterizată de o semiaxă mare de 3,11 ua, o excentricitate de 0,03 și o înclinație de 10,4° în raport cu ecliptica.